# Vera Tschechowa
Vera Tschechowa, född som Vera Rust den 22 juli 1940 i Berlin, död 3 april 2024 i Berlin, var en tysk skådespelare med rysk familjebakgrund.

## Filmografi (i urval)
- 1959 – Und das am Montagmorgen...
- 1962 – Das Brot der frühen Jahre
- 1962 – L' amour à vingt ans
- 1970 – Som hon bäddar får han ligga